# Dramaturgische Homiletik
Die dramaturgische Homiletik ist eine Predigtlehre, die Martin Nicol im Zuge der ästhetischen Wende der praktischen Theologie begründet und gemeinsam mit Alexander Deeg weiterentwickelt hat. Maßgeblich wurde er dazu von der amerikanischen New Homiletic-Bewegung inspiriert. Die Predigt versteht Nicol als öffentlich verantwortete Rede, die zirkulär im Wechselspiel von Sprachgestalt und Sprachgehalt, von Form und Inhalt und von Homiletik und Hermeneutik entsteht. „Wie ich etwas sage und was ich sage – beides bedingt sich gegenseitig“, so seine Grundüberzeugung. Zu Beginn des Entstehens einer Predigt entdeckt der Predigende mit Hilfe der Dramaturgischen Schrifterkundung (Exegese/Dogmatik/Liturgie/Kunst und Alltag) Spannungen in den Worten, Bildern und Geschichten der Bibel und gestaltet diese sprachlich in der Kanzelrede. Dabei ist die Predigt immer als ein Moment der Gesamtdramaturgie des Gottesdienstes zu sehen. Das Predigen an sich gilt als Kunst unter Künsten: Produktion, Performance und Rezeption von Kunst werden zum Paradigma für den Predigtprozess.

## Geschichte
Der Ursprung der dramaturgischen Homiletik liegt Mitte der 1990er Jahre in Chicago. Dort lernte Martin Nicol während eines Forschungsaufenthaltes am McCormick Theological Seminary die New-Homiletic-Bewegung der USA intensiv kennen. Die Grundüberzeugung, dass Reformimpulse nur im Wechselspiel von Predigtpraxis und der dazugehörigen Reflexion hervorgehen, nahm Nicol aus den USA mit nach Erlangen und entwickelte dort korrigiert und inspiriert von praktischen Versuchen sein Konzept der Dramaturgischen Homiletik. Im Jahr 2002 veröffentlichte er dann die Programmschrift „Einander ins Bild setzen. Dramaturgische Homiletik“, mit der er Studierende und Pfarrer zu einer erneuerten Homiletik inspirieren wollte.
Dieser Grundimpuls wurde in vielen Bereichen interessiert aufgenommen und so entwickelte Martin Nicol gemeinsam mit seinem damaligen Mitarbeiter Alexander Deeg die dramaturgische Homiletik konzeptionell und vor allem didaktisch weiter. Gemeinsam gaben sie für Studierende sowie für Pfarrer Fortbildungen in dramaturgischer Homiletik. Ihre Erfahrungen bündelten sie in dem Praxisbuch „Im Wechselschritt zu Kanzel“ (2005).
Im Jahr 2010 riefen die beiden dann das Datenbankprojekt Predigital ins Leben. Dort werden Predigten in Ton oder Bild gesammelt und nach der Methode der dramaturgischen Homiletik analysiert. Das so eingestellte Material ist für die homiletische Aus-, Fort- und Weiterbildung von Predigern gedacht. Homiletische Sachverhalte können auf diese Weise in Kursen und Seminaren anhand von Beispielen aus der Praxis erklärt werden. Konzeptionell verantwortlich zeichnen für Predigital die Lehrstühle für Praktische Theologie an den Universitäten Erlangen-Nürnberg (Nicol) und Leipzig (A. Deeg) sowie das Gottesdienst-Institut der Evangelisch-Lutherischen Kirche in Bayern.

## Leitbild: Einander ins Bild setzen
„Predigen heißt: Einander ins Bild setzen.“, so beschreibt Martin Nicol im Jahr 2002 in seiner Programmschrift das Leitbild der Dramaturgischen Homiletik. Mit Hilfe des Doppelsinns dieser Redewendung eröffnet er ein Spannungsfeld, in dem sich das Predigtgeschehen zwischen Information und Imagination ereignet.
Im ursprünglich übertragenen Sinn der Wendung verstanden, zielt Predigt somit auf die Klärung von Sachverhalten ab. In der Dramaturgischen Homiletik wird jedoch die wörtliche Übertragung betont: In einem rezeptionsästhetischen Wechselspiel versetzen sich Predigende und Gemeinde in die Worte, Bilder und Geschichten der Bibel und entdecken in dem durch die Predigt neu eröffneten Raum miteinander Spannendes.

## Grundbegriffe der Dramaturgischen Homiletik: Moves und Structure / Titel und Mittel
In der Dramaturgischen Homiletik wird analog zu den Künsten der handwerkliche Aspekt des „Predigtmachens“ herausgestellt. So hat sich aus den Grundbegriffen ein Handwerkszeug herausgebildet, mit dem sowohl Produktion als auch Reflexion von Predigten betrieben werden kann. Mit diesem Handwerkszeug bewegen sich Menschen, die an einer Predigt arbeiten, „im Wechselschritt zur Kanzel“, wie Martin Nicol und Alexander Deeg in ihrem Praxisbuch betonen.
Moves und Structure:
Das Dramaturgische des Konzepts kommt insofern zum Tragen, als Predigt immer gestaltete Bewegung vom Anfang bis zum Ende ist. Die Gesamtstruktur der Predigtrede (Structure) wird dabei aus kleineren Predigtsequenzen (Moves) zusammengesetzt. Bei einem Move handelt es sich um eine kleine bewegte Einheit innerhalb einer Predigtrede. Diese kleine Einheit hat einen eigenen relativen Anfang und Schluss. Als Structure wird die Struktur der Gesamtpredigt bezeichnet, genauer gesagt der Predigtaufbau.
Titel und Mittel:
Jede Predigtsequenz sowie die Predigt im Ganzen erhalten einen eigenen Titel. Dieser Titel soll Bewegung und Intention der Predigt bzw. des einzelnen Moves kurz und prägnant zum Ausdruck bringen. Der Prediger gestaltet die Predigt mit Hilfe verschiedener sprachlicher Mittel. In diesem Wechselschritt drückt sich die durch die ästhetische Wende wiederentdeckte Korrespondenz von Form und Inhalt aus.

## Dramaturgische Homiletik im Atelier
Die Dramaturgische Homiletik hat von Anfang an die Verbindung zur Predigtpraxis und den Austausch mit aktiv in der Kirche Predigenden gesucht. Martin Nicol und Alexander Deeg stehen im Austausch mit Predigerseminaren, Gottesdienst-Instituten und anderen kirchlichen Fortbildungsstätten, um Interessierten die Möglichkeit zu bieten, ihren homiletischen Ansatz kennenzulernen und für ihre Arbeit Anregungen zu gewinnen.
Als im Jahr 2002 das Atelier Sprache als eingetragener Verein in Braunschweig gegründet wurde, fand die Dramaturgische Homiletik einen Ort, an dem sie fest im Fortbildungsangebot verankert ist. Es finden dort regelmäßig Grund- und Aufbaukurse statt.